# Gertrude Kleinová
Gertrude Kleinová född 18 augusti 1918 i Brno, död 19 februari 1975, var en tjeckoslovakisk bordtennisspelare och världsmästare i mixed dubbel och lag.
Hon spelade sitt första VM 1935 och 1937 sitt sista. Under sin karriär tog hon 3 guldmedaljer i bordtennis-VM.

## Liv
Kleinovás talang upptäcktes tidigt, och hon gick med i Maccabi Club. Hennes första större framgång var när hon vann över Marie Kettnerová 1935. Den segern innebar att hon togs ut i truppen till VM. 
1935 och 1936 var hon med i laget som vann guld i lag-VM,  (1935 tillsammans med Marie Kettnerová och Marie Smidová-Masaková, 1936 tillsammans med Marie Kettnerová, Marie Smidová-Masaková och Vera Votrubcová). 1936 vann hon även guld i mixed dubbel tillsammans med Miloslav Hamr. Finalen vann de över flerfaldiga mästarna Mária Mednyánszky och  István Kelen från Ungern.
1939 gifte hon sig med Jacob Schalinger. Då hon hade judiskt påbrå fick hon tillsammans med sin man flytta till koncentrationslägret Theresienstadt och sedan i december 1941 till Auschwitz. Där dog hennes make medan hon klarade sig och när kriget var över flyttade hon till USA 1946. 1975 dog hon i cancer.

## Halls of Fame
- 1994 valdes hon in i International Jewish Sports Hall of Fame.

## Meriter
- VM i bordtennis
  - 1935 i London
    - kvartsfinal singel
    - kvartsfinal dubbel
    - kvartsfinal mixed dubbel
    - 1:a plats med det tjeckiska laget

  - 1936 i Prag
    - kvartsfinal dubbel
    - 1:a plats mixed dubbel (med Miloslav Hamr)
    - 1:a plats med det tjeckiska laget